# Eryaman Stadyumu
Eryaman Stadyumu – stadion piłkarski w Eryaman, na przedmieściach Ankary, w Turcji. Został wybudowany w latach 2016–2019 i zainaugurowany 28 stycznia 2019 roku. Może pomieścić 22 000 widzów. Swoje spotkania rozgrywają na nim piłkarze klubów Gençlerbirliği SK i MKE Ankaragücü.
Prace przygotowawcze do budowy stadionu w Eryaman (przedmieścia Ankary) rozpoczęły się w 2015 roku, a właściwa budowa ruszyła w roku 2016. W trakcie budowy obiektu nie było jeszcze pewności, który zespół będzie gospodarzem nowego obiektu, początkowo sugerowano, że będzie to Osmanlıspor, jednak ostatecznie nie doszło do przeprowadzki tego klubu na nowy obiekt. Gospodarzami zostały natomiast zespoły Gençlerbirliği SK oraz MKE Ankaragücü, których poprzedni obiekt, Stadion 19 Maja, został rozebrany w 2018 roku by zrobić miejsce pod nowy, bardziej nowoczesny stadion. Pojemność stadionu miała pierwotnie wynosić 15 000 widzów, jednak w trakcie planowania zdecydowno się zwiększyć ją najpierw do 18–20 tys. miejsc, a ostatecznie ustalono ją na poziomie 22 000 widzów. 7 sierpnia 2019 roku na obiekcie rozegrano mecz o Superpuchar Turcji (Akhisar Belediyespor – Galatasaray SK 0:1).